# Вошкин, Юрий Андреевич
Юрий Андреевич Вошкин — советский государственный и политический деятель, генерал-майор внутренней службы.

## Биография
Родился в 1930 году. Член КПСС.
Окончил юридический факультет Киевского государственного университета.
В 1953—1972 гг. — второй, первый секретарь Кагарлыкского райкома ЛКСМ Украины, второй секретарь Кагарлыкского райкома КПСС, председатель Кагарлыкского райисполкома, первый секретарь Богуславского райкома КП Украины.
В 1972—1974 гг. — сотрудник административного отдела ЦК КП Украины.
В 1974—1983 гг. — начальник Управления МВД по Сумской области.
В 1983—1985 гг. — начальник Управления МВД по Черниговской области.
В 1985—1991 гг. — заместитель министра внутренних дел Украинской ССР, один из руководителей ликвидации аварии на Чернобыльской АЭС.
Делегат XXIV съезда КПСС.
Умер в Киеве до 2009 года.

## Награды
- Орден Октябрьской Революции (08.04.1971)
- Орден Трудового Красного Знамени (1965)
- Орден Дружбы народов (1981)
- Орден Красной Звезды (1986)